# Garúa

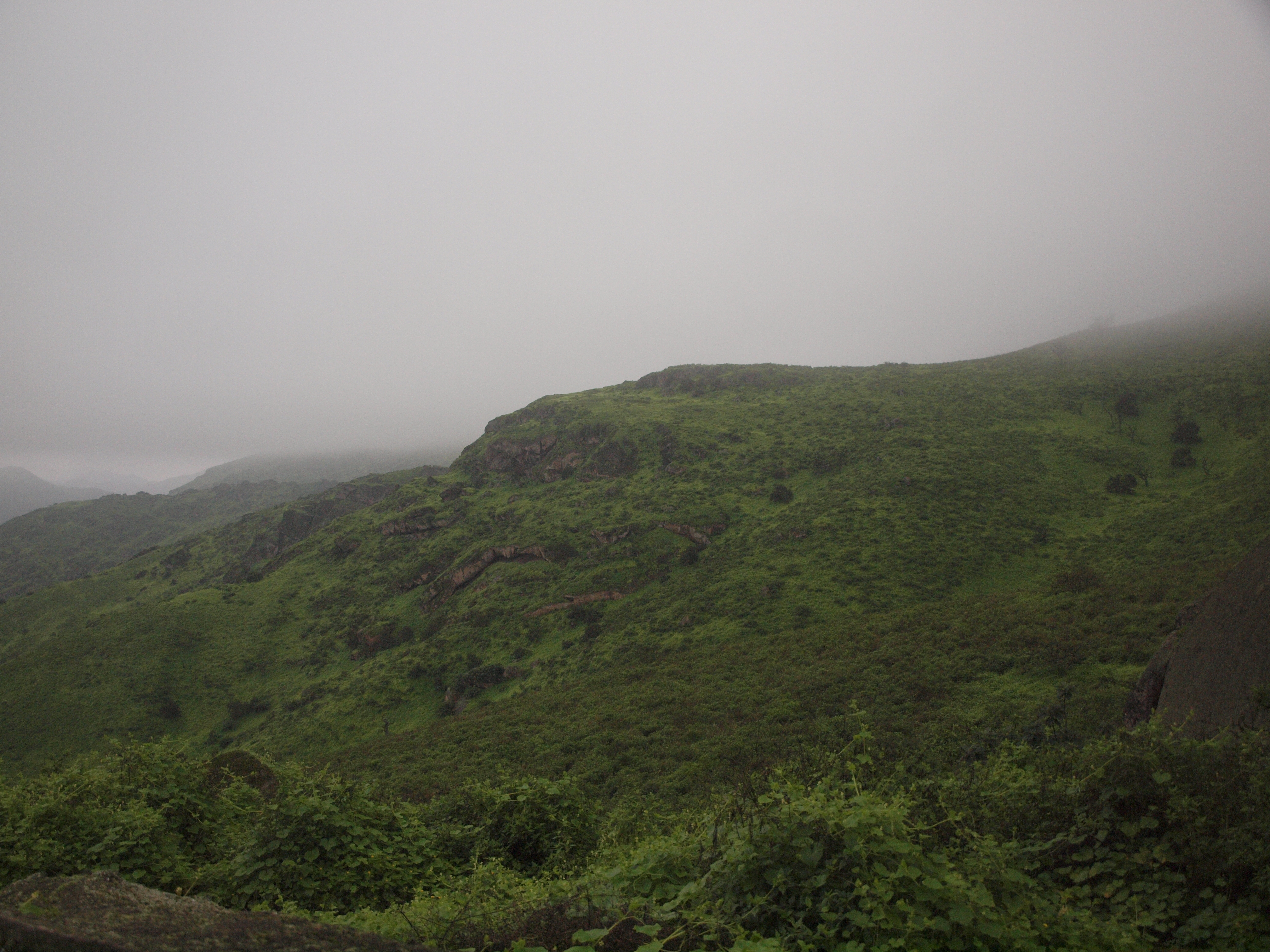
Garúa i Lomas de Lachay, nära Lima, Peru.

Garúa är ett spanskt ord som betyder duggregn eller dimma. Ordet syftar oftast på den fuktiga kalla dimma som lägger sig över kusterna i Peru, södra Ecuador och norra Chile, särskilt under södra halvklotets vinter. Garúa kallas för Camanchaca i Chile. Garúa ger milda temperaturer och hög fuktighet åt den tropiska kusten. Den ger också fukt från dimma till regioner där det knappt regnar alls vilket ger liv åt grönskande oaser som kallas för lomas.
Dimma och duggregn är vanligt vid många kustområden runt om i världen, men garúas påverkan på klimatet och miljön gör den unik.